# Brian Sims

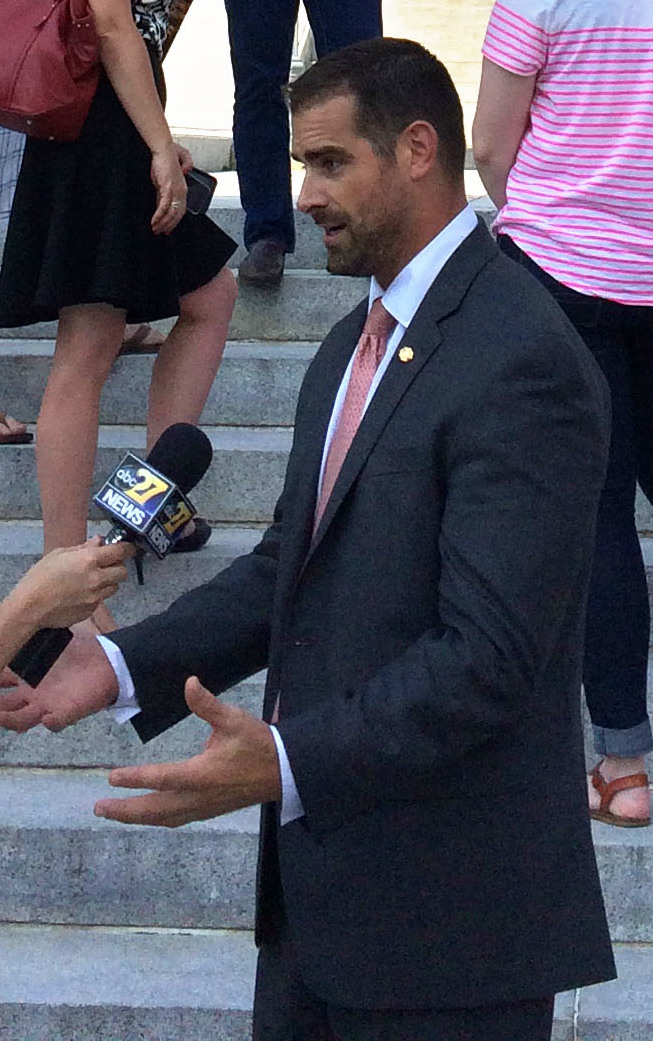
Brian Sims, 2015

Brian Sims (* 16. September 1978 in Washington, D.C.) ist ein US-amerikanischer Politiker der Demokratischen Partei. Er ist ebenfalls Anwalt und der erste offen schwul gewählte Abgeordnete in der Geschichte Pennsylvanias.

## Leben
Sims wurde in Washington, D.C., geboren, Er wurde als Sohn zweier irischstämmiger Oberstleutnants der Armee geboren. Sims wuchs in der katholischen Kirche auf, trat im Alter von 16 Jahren auf jedoch aus der Kirche aus. 1997 machte er seinen Abschluss an der Downingtown High School in Downingtown, Pennsylvania. Später, im Jahr 2001, schloss er sein Studium an der Bloomsburg University in Bloomsburg, Pennsylvania ab. Um diese Zeit outete sich Sims als schwul.
Im Jahr 2004 erwarb Sims einen Juris Doctor in internationalem und vergleichendem Recht am Michigan State University College of Law.

## Karriere
Sims arbeitete als Präsident von Equality Pennsylvania und als Vorsitzender der Gay and Lesbian Lawyers of Philadelphia (GALLOP), bis er 2011 von beiden Ämtern zurücktrat. Im Jahr 2009 wurde Sims Mitglied des Lehrkörpers des Center for Progressive Leadership und des National Campaign Board des Gay & Lesbian Victory Fund. Im Jahr 2010 wurde er von der National LGBT Bar Association zu einem der Top 40 LGBT-Anwälte unter 40 Jahren in den Vereinigten Staaten gewählt.
Bevor er ein öffentliches Amt antrat, war Sims als Berater für Politik und Planung bei der Anwaltskammer von Philadelphia tätig. Während seiner Zeit bei der Anwaltskammer arbeitete Sims mit Anwälten, Gesetzgebern und Gemeindeorganisationen an Themen, die von Geschlechter- und Lohnungleichheit bis hin zu Umweltvorschriften reichen.

### Repräsentantenhaus von Pennsylvania
Im Jahr 2011 kündigte Sims seine Absicht an, für den 182. Legislativbezirk im Repräsentantenhaus von Pennsylvania zu kandidieren. Sims besiegte Babette Josephs, die seit 28 Jahren im Amt war, in den demokratischen Vorwahlen 2012. Bei den allgemeinen Wahlen im November trat er nicht gegen einen republikanischen Herausforderer an und wurde gewählt.
Sims war die erste offen schwule Person, die in die Generalversammlung von Pennsylvania gewählt wurde. Obwohl er erst am 1. Januar 2013 vereidigt wurde, weil die Amtszeit und die legislativen Pflichten der Abgeordneten des Staates Pennsylvania offiziell am ersten Dezembertag nach ihrer Wahl beginnen, teilt Sims die Bezeichnung als erstes offen schwules Mitglied mit dem Abgeordneten Mike Fleck (R-Huntingdon), der sich in einem später am selben Tag veröffentlichten Zeitungsartikel outete.
Im Juni 2013, nachdem der Supreme Court das Gesetz zur Verteidigung der Ehe (Defense of Marriage Act) für verfassungswidrig erklärt hatte, versuchte Sims, im Parlament von Pennsylvania eine Rede zu halten, in der er die Entscheidung unterstützte, wurde aber u. a. von Daryl Metcalfe daran gehindert, der Sims’ Äußerungen als „offene Rebellion gegen Gottes Gesetz“ bezeichnete.
Sims machte am 3. Oktober 2013 landesweit Schlagzeilen, als er zusammen mit dem demokratischen Abgeordneten Steve McCarter einen Gesetzentwurf zur Legalisierung der gleichgeschlechtlichen Ehe in Pennsylvania einbrachte. Sims hat außerdem zusammen mit der demokratischen Abgeordneten Erin Molchany einen Gesetzentwurf zur Verringerung und Beseitigung des geschlechtsspezifischen Lohngefälles sowie zusammen mit dem Abgeordneten Gerald Mullery ein Gesetz zum Verbot der Konversionstherapie eingebracht.
Sims hat sich auch bemüht, mit Bundesgesetzgebern in Fragen der LGBT-Bürgerrechte zusammenzuarbeiten. Am 28. März 2013 verfasste Sims einen offenen Brief an den US-Senator und Demokrat Bob Casey Jr. aus Pennsylvania, in dem er ihn aufforderte, sich öffentlich für die gleichgeschlechtliche Ehe auszusprechen. Dies und viele andere Anrufe führten schließlich dazu, dass der Senator sich für die Maßnahme aussprach. Auch Senator Pat Toomey (R-PA) entschied sich, im US-Senat für den Employment Non-Discrimination Act (ENDA) zu stimmen, nachdem Sims und eine Reihe anderer Aktivisten ihm in dieser Angelegenheit geschrieben hatten.
Am 11. November 2013 brachte Sims zusammen mit dem republikanischen Abgeordneten Bryan Cutler einen Gesetzesentwurf ein, der das System der Richterwahl in Pennsylvania durch ein leistungsorientiertes System ersetzen sollte, das jedoch im Repräsentantenhaus nicht diskutiert wurde.
Sims war Mitglied in den Ausschüssen für Handel, Wild und Fisch, menschliche Dienstleistungen, Staatsverwaltung sowie Tourismus und Erholung des Repräsentantenhauses. Sims war Vorsitzender der Demokraten im Unterausschuss für menschliche Dienstleistungen und psychische Gesundheit.
Sims war der Hauptsponsor von 68 Gesetzesentwürfen oder Resolutionen, von denen ein Gesetzesentwurf im Plenum debattiert und neun Resolutionen verabschiedet wurden.
Nachdem die New York Times eine Karikatur getwittert hatte, die US-Präsident Donald Trump und den russischen Präsidenten Wladimir Putin als schwules Paar darstellte, bezeichnete Sims den Witz als homophob.
Sims erhielt 2019 Aufmerksamkeit für Videos, die er in den sozialen Medien veröffentlichte und in denen er Menschen konfrontierte, die vor einer Planned-Parenthood-Einrichtung in Philadelphia protestierten. Im April desselben Jahres bot Sims 100 Dollar für jeden an, der drei Demonstranten doxen konnte. Einige Wochen später, im Mai, veröffentlichte Sims ein weiteres achtminütiges Video von sich, in dem er eine Frau konfrontierte, die vor derselben Einrichtung mit einem Rosenkranz betete und damit protestierte. Er bezeichnete es als unchristlich und rassistisch, Menschen zu beschämen, die einer rechtmäßigen Tätigkeit nachgingen. Er ermutigte seine Anhänger in den sozialen Medien, die Frau zu verdammen und vor ihrem Haus zu protestieren. Sims kritisierte auch die katholische Kirche, indem er auf ihre Bilanz in Sachen Kindesmissbrauch verwies.
Nach den Vorfällen versammelten sich mehr als tausend Abtreibungsgegner vor der Einrichtung, wobei einige Abtreibungsgegner den Rücktritt von Sims forderten. Er reagierte auf Forderungen nach einer Entschuldigung oder einem Rücktritt, indem er die Kritiker als bigotte, sexistische und frauenfeindliche „Bible Bullies“ bezeichnete. Sims gab zu, bei seiner Konfrontation „aggressiv“ gewesen zu sein.

### Wahlkampf für den Kongress 2016
Bei den Wahlen 2016 kandidierte Sims kurzzeitig für den 2. Kongressdistrikt von Pennsylvania, entschied sich aber stattdessen für eine Wiederwahl in das Repräsentantenhaus von Pennsylvania. In den Vorwahlen der Demokraten wurde Sims von Lou Lanni, Marni Snyder und Ben Waxman herausgefordert, wobei er alle drei besiegte. Bei den allgemeinen Wahlen im November 2016 trat Sims nicht gegen einen republikanischen Konkurrenten an.

### Wahlkampf als Vizegouverneur 2022
Am 15. Februar 2021 gab Sims über X (ehemals Twitter) bekannt, dass er bei der Wahl 2022 als Vizegouverneur kandidieren würde.
Sowohl Josh Shapiro, der Generalstaatsanwalt von Pennsylvania und voraussichtlicher Kandidat der Demokraten für das Amt des Gouverneurs, als auch die Demokratische Partei Pennsylvanias unterstützten den Staatsabgeordneten Austin Davis für das Amt des Vizegouverneurs. Sieben Fraktionsvorsitzende der Demokraten im Staatsrat und im Senat meldeten sich zu Wort und forderten Sims auf, aus dem Rennen auszusteigen, da er „seine eigenen Interessen über die der Partei stelle“. Shapiros Kampagne gab ein Unterlassungsschreiben an Sims’ Kampagne heraus, nachdem Sims’ Kampagne Anzeigen geschaltet hatte, die fälschlicherweise andeuteten, dass Sims von Shapiro unterstützt wurde.
Sims verlor die Vorwahlen gegen Davis mit einem Erdrutschsieg. Sims landete mit 24,9 % der Stimmen auf dem zweiten Platz, während Davis 63,1 % der Stimmen erhielt. Davis gewann in allen Bezirken des Staates, einschließlich Sims’ Heimatbezirk Philadelphia.
Nach seiner Niederlage wurde Sims in einen Autounfall mit einem staatlichen Fahrzeug verwickelt, bei dem zwei Personen verletzt wurden. Mehrere Versuche der Medien, Sims für eine Stellungnahme zu erreichen, blieben erfolglos.

### Karriere in der öffentlichen Politik und Non-Profit-Organisationen
Im Dezember 2022 wurde Sims Managing Director of Government Affairs and Public Policy in New York City.
Im August 2023 trat er dem Kuratorium der Tyler Clementi Foundation bei.